# Green Building Council Denmark
Green Building Council Denmark (DK-GBC) er en non-profit organisation, hvis formål er at fremme bæredygtighed i bygge- og ejendomsbranchen.
Dette gøres bl.a. gennem certificeringsordningen DGNB. 
Green Building Council Denmark er stiftet i 2010 og et sekretariat blev etableret i april 2012. Fondsmidler fra bl.a. Realdania har muliggjort tilpasning af de oprindeligt tyske DGNB (de) kriterier til danske forhold. I dag er DGNB den største certificering i Danmark af bæredygtighedstiltag inden for byggeri, bygninger og byområder.
Organisationen rundede d. 1. december. 2022 682 medlemsvirksomheder, der både tæller entreprenørvirksomheder, kommuner, universiteter og rådgivningsvirksomheder. 

## DGNB
DGNB er et certificeringssystem udviklet til bygge- og ejendomsbranchen som værktøj til at bidrage med overblik, optimering og retning i byggeprocessen. DGNB bygger på FN’s definition af bæredygtighed. Det er et holistisk syn, der ligeligt vægter en række forskellige kvalitetshensyn i byggeriet.
Hos Green Building Council Denmark er disse formuleret som seks hovedområder: 
Miljømæssig kvalitet, økonomisk kvalitet, social kvalitet, teknisk kvalitet, proceskvalitet og områdekvalitet. Kriterierne opdateres løbende, i takt med, at branchen får ny viden og praksis.
Man arbejder i forlængelse heraf med graduerede niveauer af certificeringer alt efter hvor godt der leves op til kriterierne. Byggerier kan efter ambitionsniveau tildeles enten DGNB Platin, DGNB Guld eller DGNB Sølv. Derudover kan man arbejde for at opnå tillægsudmærkelser som DGNB Hjerte, der omhandler trivsel og indeklima, og DGNB Diamant for anerkendelse af arkitektonisk kvalitet.
DGNB opererer desuden med forskellige certificeringsordninger, tilpasset og varieret alt efter den kategori af byggeri, der ønskes certificeret. Blandt disse arbejdes med ordningerne: Byområder, Villa, Drift, Portefølje, samt Nye bygninger og omfattende renoveringer.